# Wegwielrennen op de Paralympische Zomerspelen 2020 - Wegwedstrijd mannen T1–2
De wegwedstrijd mannen T1–2 Bij het wegwielrennen tijdens de XVIe Paralympische Zomerspelen, vond plaats op de Fuji Speedway een racecircuit in de Japanse prefectuur Shizuoka.

## Uitslag
| #      | renner                       | renner | Klasse | tijd    | tijd  |
| ------ | ---------------------------- | ------ | ------ | ------- | ----- |
| Goud   | Chen Jianxin                 | CHN    | T1     | 51:07   |       |
| Zilver | Tim Celen                    | BEL    | T2     | 52:15   | +1:08 |
| Brons  | Juan José Betancourt Quiroga | COL    | T2     | 52:41   | +1:34 |
| 4      | Joan Reinosa Figuerola       | ESP    | T2     | 53:05   | +1:58 |
| 5      | Matthew Rodriguez            | USA    | T2     | 53:10   | +2:03 |
| 6      | Stephen Hills                | NZL    | T1     | 54:13   | +3:06 |
| 7      | Giorgio Farroni              | ITA    | T1     | 55:48   | +4:41 |
| 8      | Stuart Jones                 | AUS    | T2     | 59:17   | +8:10 |
| 9      | Sergei Semochkin             | RPC    | T1     | 1:02:17 | 11:10 |